# Franz Hoser

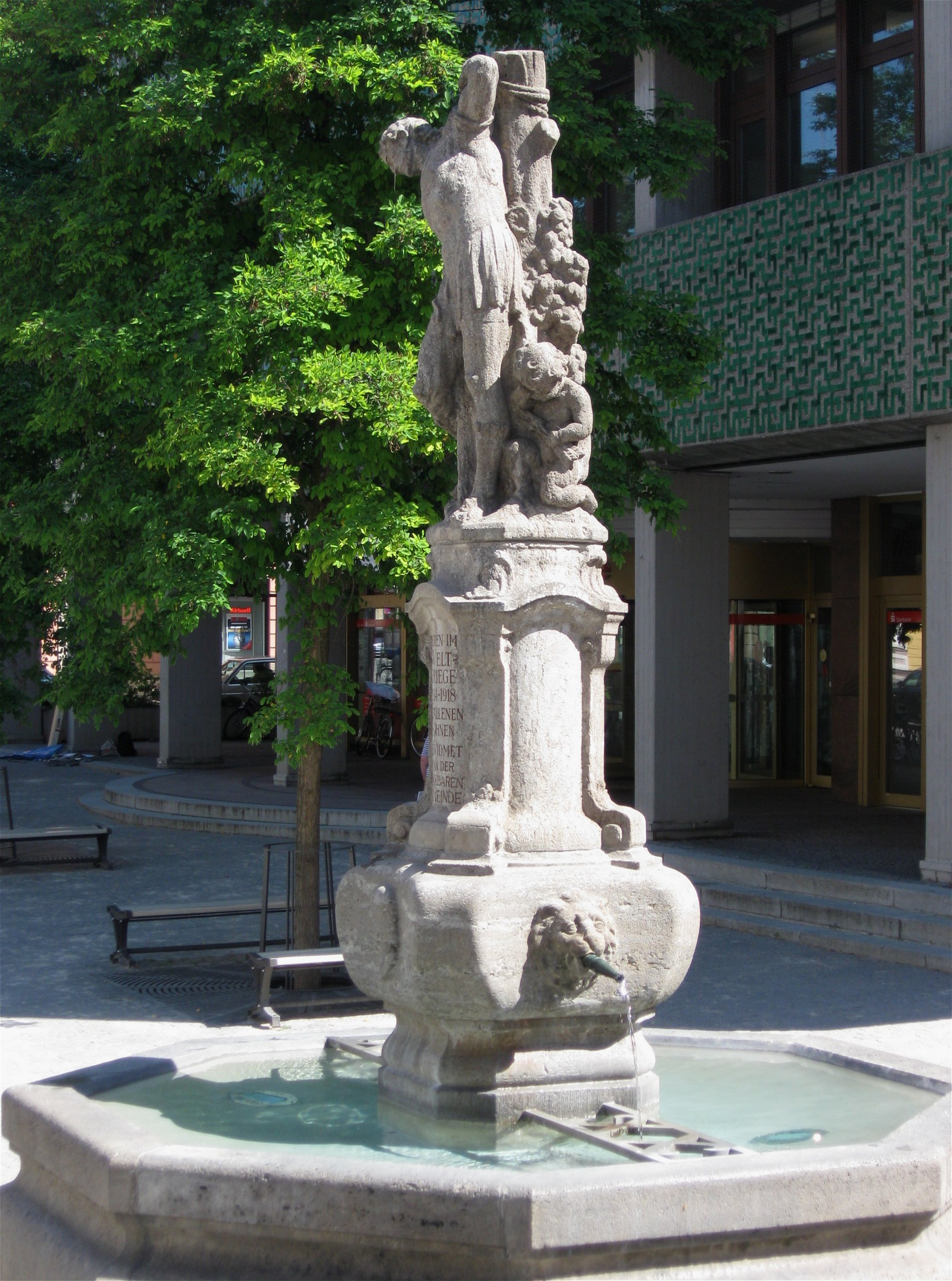
Sebastiansbrunnen in Fürstenfeldbruck von Franz Hoser

Franz Hoser (* 24. Dezember 1874 in Gabelbach; † 1957 in Günzburg) war ein deutscher Bildhauer und Keramiker.

## Leben
Hoser schrieb sich im Jahre 1900 an der Akademie der Bildenden Künste München für Bildhauerei ein. Sein Lehrer dort war Syrius Eberle, ein Meister der religiösen Bildhauerei. Hoser schuf einen Großteil der zerstörten oder abhanden gekommenen neobarocken Bronzereliefs und Bronzeskulpturen in den Kirchen Süddeutschlands nach alten Vorbildern, darunter Figuren für Altäre in Günzburg, Reliefs des Hochaltars in Altötting, Brücken- und Brunnenfiguren in Fürstenfeldbruck, Figur der heiligen Maria mit dem Kind als Immakulata sowie mehrere Konsolfiguren in der Stadtpfarrkirche St. Justina in Bad Wörishofen, die Christ-König-Figur in der Pfarrkirche St. Johann Baptist in Oberstdorf, das Puttenrelief über dem Rathauseingang in Deggendorf, die Heiligenstatuen in der St.-Franziskus-Kirche in München-Giesing (im September 1943 bei einem Luftangriff zerstört), der Dreifaltigkeitsaltar der Heilig-Geist-Kirche in München, ein 1910 mit dem 3. Preis ausgezeichneter Wettbewerbsentwurf für das Luise-Hensel-Denkmal in Paderborn, die Monstranz in der Kirche der vereinigten Hospitien in Trier, das Kriegerdenkmal in Oberhausen und die Mariensäule auf dem Marktplatz in Grafing, letztere beide zusammen mit dem Architekten Richard Steidle.
- Entwurf von West- und Nordportal der Kirche St. Anton (Regensburg)

## Ausstellungen
- 1912 im Münchener Glaspalast mit einer heiligen Familie, eine Kreuzigungsgruppe (Bronzerelief), Franz von Sales, eine als Architekturschmuck gedachte Taufe Christi.
- 1913 Internationale Kunstausstellung München mit dem heiligen Johann von Gott unter Kranken, die Taufe Jesu.[3]